# GUNDAM EVOLVE
GUNDAM EVOLVE是Sunrise與BANDAI在2001年至2003年間所製作的實驗性3DCG動畫短片，為GUNDAM系列作品當中第一部全電腦製作的映像作品（第一部短片除外）。第一期至2003年為止共五話，於2005年8月決定追加製作至第15話，目前DVD已发售完毕。

## 概要
GUNDAM EVOLVE本來是隨著BANDAI特定的數種PG版鋼普拉當中附贈的映像作品，以實驗各種2D與3D的動畫技術與表現技法為主要目的。各出場機體的CG原始模型來自於BANDAI的鋼普拉設計圖，並加上動畫演出所需要的修飾。在劇情方面則大多是原作沒有出現的小外傳，Evo2與Evo3還帶有一些搞笑的成分。但是隨著本系列在愛好者中打出知名度，在Evo4的GP03劇中不僅出現了新設定，在Evo5還請富野由悠季為新的if故事親自編劇。而且也從模型附贈品轉換為實際發售的OVA。

## 系列作品解說

### GUNDAM EVOLVE

#### GUNDAM EVOLVE 1 RX-78-2 Gundam
出自《机动战士GUNDAM》。在一年战争最终决战地阿·巴瓦·空，出击之前的阿姆羅·雷回想过去。
画面采用了电视版的视频剪辑片段，最后手持超级火箭筒从白色基地出击的画面则是新绘制素材。
目前是系列中唯一一部非3D制作作品。
于活动中首次放映，其后收录于MG的购买者通过抽签派发的映像特典DVD上。

##### 登場MS
- RX-78-2 GUNDAM
- 其他机体沿用自电视动画中。

##### 配音演员
- 阿姆罗·雷 - 古谷徹
- 雪拉·瑪絲（日语：セイラ・マス） - 井上瑤

##### 制作人员
- 監督 - 阿部雄一

#### GUNDAM EVOLVE II RX-178 Gundam Mk-II
出自《機動戰士Z高達》。描写了高達Mk-II与RMS-099 力奇·戴亞斯（RICK DIAS）在宇宙空间演习的场景。
高達Mk-II的可动骨架設定画并非出自TV版，而是基于高達模型中PG的CAD数据。またAMBAC（MSの四肢動作による姿勢制御）の描写が試みられている。
于PG 高達Mk-II（白）的首发限量版特典DVD中初次公开。

##### 登場MS
- GUNDAMMk-II
- 力奇·戴亞斯（黑）

##### 配音演员
- 嘉美尤·維達 - 飛田展男
- ロベルト - 塩屋浩三
- アストナージ・メドッソ - 拡森信吾
- 古華多羅·巴茲拿 - 池田秀一

##### 制作人员
- 監督 - 増尾隆幸

#### GUNDAM EVOLVE 3 GF13-017NJII God Gundam
出自《機動武鬥傳GGUNDAM》。描写了神高達的演舞以及与希望高達的格斗场面。

初次公开于MG模型的特典中与「EVOLVE 1」同时收录。

##### 登場MF
- 神高達
- 希望高達

##### 配音演员
- 多門·火州 - 關智一
- 蕾茵·深村 - ならはしみき

##### 制作人员
- 監督 - 今西隆志

#### GUNDAM EVOLVE 4 RX-78 GP03 Dendrobium
出自《機動戰士GUNDAM0083》。

##### 登場MS/艦艇
- GUNDAMGP03（史迪蒙、典多洛比姆）
- 格魯古古M
- 渣古IIF2型
- 只出现在图纸上 - GP04G 加貝拉、GUNDAMGP01、GUNDAMGP01-Fb、GUNDAMGP02
- ラビアンローズ

##### 配音演员
- 露雪特·奧德比 - 勝生真沙子
- デフラ・カー - 浅野まゆみ

##### 制作人员
- 監督 - 今西隆志

#### GUNDAM EVOLVE 5 RX-93 ν Gundam
出自《机动战士GUNDAM 逆袭的夏亚》。

##### 登場MS
- νGUNDAM
- α·亞索龍
- 杰刚

##### 配音演员
- 阿姆罗·雷 - 古谷徹
- 葵丝·帕拉雅 - 川村万梨阿
- 哈萨维·诺亚 - 佐佐木望

##### 制作人员
- 剧情 - 富野由悠季
- 監督 - 増尾隆幸

### GUNDAM EVOLVE ../Ω

#### EVOLVE../6 YMF-X000A Dreadnaught Gundam

##### 登场MS
- 勇士GUNDAM/X ASTRAY
- 亥伯龙GUNDAM（1号机）
- 盖兹（GuAIZ）

##### 配音演员
普雷亚·雷腓力 - 小岛幸子

##### 制作人员
- 导演·分镜 - 堀井慎也
- 特别监修 - 高桥良辅

#### EVOLVE../8 GAT-X105 Strike Gundam
记录基拉·大和在札多某沙漠基地中作战的作品。札多的一个秘密沙漠基地突然被GAT-X105 突擊高達闯入，面对这偶然的奇袭，札多出动沙漠战式基恩样迎击，但最终不敌，基恩部队全军覆没。本片以Perfect Grade的突擊高達为基准，突出PG版突擊高達的可动范围。故事中出现了突擊高達的新武器——长剑“XM 404 全垒打”。

##### 登场MS
- 空战型突擊高達
- GINN OCHER TYPE 沙漠战式样基恩

##### 制作人员
- 导演·分镜 - 铃木健一
- 配音 - 近藤英明

#### EVOLVE../9 MSZ-006 Z-Gundam

##### 登场MS
- MSZ-006-P2/3C ZGUNDAM3号机P2型（Z GUNDAM Ⅲ P2 TYPE (RED Z)）
- MSZ-006-3A ZGUNDAM3号机A型（Z GUNDAM Ⅲ A TYPE (WHITE Z)）
- MSZ-006-3B ZGUNDAM3号机B型（Z GUNDAM Ⅲ B TYPE (GRAY Z)）
- QRX-006 GENMETH
- HASTUR

##### 制作人员
- 导演·作画：松木靖明
- 剧情：近藤英明
- 人物设定：安彦良和

## 主要工作人員
原作：矢立肇・富野由悠季
監督・演出 ：増尾隆幸・今西隆志
畫面設計： 小倉信也・篠原隆了
CG技術統合： 松野美茂
音樂：渡辺岳夫、松山祐士／田中公平／萩田光男／池　頼広

## 各集標題
- 第一期
  - GUNDAM EVOLVE 1 RX-78-2        高达
  - GUNDAM EVOLVE 2 RX-178         鋼彈Mk-Ⅱ
  - GUNDAM EVOLVE 3 GF13-017       神威鋼彈
  - GUNDAM EVOLVE 4 RX-78 GP03     鋼彈試作3號機 石斛兰
  - GUNDAM EVOLVE 5 RX-93          ν鋼彈
- 第二期（GUNDAM EVOLVE../Ω(Omega)）
  - GUNDAM EVOLVE 6 YMF-X000A     勇士鋼彈
  - GUNDAM EVOLVE 7 XXXG-00W0     飛翼鋼彈零式
  - GUNDAM EVOLVE 8 GAT-X105      攻擊鋼彈
  - GUNDAM EVOLVE 9 MSZ-006-1/2/3 Z鋼彈1/2/3號機
  - GUNDAM EVOLVE 10 MSZ-010      ZZ鋼彈
- 第三期（GUNDAM EVOLVE../A(Alpha)）
  - GUNDAM EVOLVE 11 RB-79        鐵球；G裝甲戰機
  - GUNDAM EVOLVE 12 RMS-099      夏亞·阿茲納布爾的故事（初代到Z）
  - GUNDAM EVOLVE 13 RMS-108      馬拉賽VS.鋼彈Mk-Ⅱ+飛行裝甲
  - GUNDAM EVOLVE 14  SD武者高达
  - GUNDAM EVOLVE 15 RX-78-2      重新演绎的初代第39话部分内容，所有机体均经过了几乎无视原设定的再设计

## 外部連結
GUNDAM EVOLVE官方網頁 （页面存档备份，存于）